# Thierachern
Thierachern ist eine Einwohnergemeinde im Schweizer Kanton Bern. Sie gehört zum Verwaltungskreis Thun.
Die Entfernung zum Thuner Stadtzentrum beträgt knapp fünf Kilometer. Das Dorf Thierachern hat keinen eigentlichen Dorfkern, sondern ist in fünf Teilgebiete (Wahlen, Dorf, oberer, mittlerer und unterer Schwand sowie Brügg) aufgeteilt.

## Abwasser
Zur Reinigung des Abwassers wurde die Gemeinde an die ARA Thunersee in der Uetendorfer Allmend angeschlossen.

## Politik
Die Stimmenanteile der Parteien anlässlich der Nationalratswahl 2023 betrugen: SVP 39,3 % (−0,6 %), SP 15,5 % (+3,2 %), EDU 11,4 % (+3,2 %), glp 7,8 % (+0,3 %), EVP 7,3 % (+0,3 %), Mitte 5,7 % (−1,3 %), GPS 5,7 % (−1,4 %), FDP 4,2 % (+0,4 %), SD 0,5 % (+0,2 %).

## Bildung
Thierachern verfügt über einen Kindergarten, eine Primarschule sowie eine Oberstufenschule.

## Persönlichkeiten
- Fritz Indermühle (1876–1967), Ehrenbürgerschaft am 6. April 1950

## Partnergemeinde
- Sezimovo Ústí, Tschechien